# Mšecké Žehrovice
Mšecké Žehrovice är en ort i Tjeckien.   Den ligger i regionen Mellersta Böhmen, i den centrala delen av landet, 40 km väster om huvudstaden Prag. Mšecké Žehrovice ligger 416 meter över havet och antalet invånare är 429.
Terrängen runt Mšecké Žehrovice är huvudsakligen platt, men norrut är den kuperad. Runt Mšecké Žehrovice är det tätbefolkat, med 286 invånare per kvadratkilometer. Närmaste större samhälle är Kladno, 13,3 km öster om Mšecké Žehrovice. Trakten runt Mšecké Žehrovice består till största delen av jordbruksmark.